# George R. Viscome
| Entdeckte Asteroiden: 33 | Entdeckte Asteroiden: 33 |
| ------------------------ | ------------------------ |
| (10194) 1996 QN1         | 18. August 1996          |
| (10379) Lake Placid      | 18. Juli 1996            |
| (10895) Aynrand          | 11. Oktober 1997         |
| (14075) Kenwill          | 18. Juli 1996            |
| (14093) 1997 OM          | 26. Juli 1997            |
| (14529) 1997 NR2         | 6. Juli 1997             |
| (14531) 1997 PM2         | 7. August 1997           |
| (14983) 1997 TE25        | 12. Oktober 1997         |
| (17638) Sualan           | 11. August 1996          |
| (17642) 1996 TY4         | 6. Oktober 1996          |
| (18502) 1996 PK1         | 11. August 1996          |
| (27950) 1997 OF1         | 30. Juli 1997            |
| (29454) 1997 RZ6         | 9. September 1997        |
| (31125) 1997 SL1         | 22. September 1997       |
| (32962) 1996 PH1         | 11. August 1996          |
| (32963) 1996 PJ1         | 11. August 1996          |
| (32966) 1996 PE5         | 15. August 1996          |
| (52607) 1997 TX16        | 7. Oktober 1997          |

George R. Viscome (* 1956 in Lake Placid) ist ein US-amerikanischer Amateurastronom und Asteroidenentdecker. Der gelernte Übertragungstechniker entdeckte am Rand-Observatorium zwischen 1996 und 1998 insgesamt 33 Asteroiden.
Der am 26. September 1987 entdeckte Asteroid (6183) Viscome ist ihm zu Ehren benannt worden.